# Фрязино (Раменский район)
Фрязино — деревня в Раменском муниципальном районе Московской области. Входит в состав сельского поселения Новохаритоновское. Население — 40 чел. (2010).

## География
Деревня Фрязино расположена в восточной части Раменского района, примерно в 18 км к северо-востоку от города Раменское. Высота над уровнем моря 148 м. В 1,5 км к северу от деревни берёт начало река Слогавка. Ближайший населённый пункт — деревня Коломино.

## История
Деревня Фрязино, предположительно была подарена царём 
Иваном III итальянскому зодчему Марку Фрязину, строившему Московский кремль в период с 1487-1491гг.
Деревни Фрязино, Коломино долгое время являлись оплотом Древлеправославия. Попечителями Храмов и часовен были местные купцы — фабриканты Бармины и Гулины.
В 1926 году деревня являлась центром Фрязевского сельсовета Карповской волости Богородского уезда Московской губернии.
С 1929 года — населённый пункт в составе Раменского района Московского округа Московской области.
До муниципальной реформы 2006 года деревня входила в состав Новохаритоновского сельского округа Раменского района.

## Население
| 1926 | 2002 | 2010 |
| ---- | ---- | ---- |
| 270  | ↘54  | ↘40  |

В 1926 году в деревне проживало 270 человек (126 мужчин, 144 женщины), насчитывалось 61 хозяйство, из которых 47 было крестьянских. По переписи 2002 года — 54 человека (21 мужчина, 33 женщины).